# Starkweather (North Dakota)
Starkweather ist eine kleine Stadtgemeinde (City) im Ramsey County in Norddakota. Der Ort mit seinen 100 Menschen (US Census 2020) liegt etwa 40 km nördlich der Stadt Devils Lake am North Dakota Highway 20 (gleichzeitig ND 17).
Starkweather ist nach dem Siedler James E. Starkweather benannt, in dessen Haus 1886 ein Postamt eröffnet wurde. 1902 legte man eine Siedlung an, die diesen Namen vom Postamt übernahm. Die Gemeinde Starkweather gründete sich ein Jahr später.
Im Sommer 1996 entstand in Starkweather das Gerücht, jemand habe einen Eingang zur Hölle gefunden. Weekly World News verbreitete diese Zeitungsente landesweit.